# Хан Нуньен Сингх
Хан Нуньен Сингх (англ. Khan Noonien Singh), или просто Хан — злодей из научно-фантастической вселенной «Звёздный Путь». Персонаж впервые появился в эпизоде «Космическое семя» оригинального сериала «Звёздный путь» и был сыгран Рикардо Монтальбаном, который повторил эту роль в фильме «Звёздный путь 2: Гнев Хана» в 1982 году. В 2013 году в фильме «Стартрек: Возмездие» роль Хана сыграл Бенедикт Камбербэтч.
Однажды Хану удалось захватить контроль более чем над четвертью Земли во время Евгенических войн 1990-х годов. После выхода из анабиоза в 2267 году Хан попытался захватить USS Enterprise NCC-1701, но его планы были сорваны капитаном Джеймсом Т. Кирком, который сослал Хана и его людей на планету Альфа Кита-V для создания нового общества. В фильме «Звёздный путь 2: Гнев Хана» действие развивается спустя 15 лет после событий эпизода «Космическое семя». Хан возвращается из изгнания и пытается отомстить Кирку.
Исполнительный продюсер «Звёздного пути 2» Харви Беннетт выбрал Хана в качестве злодея для фильма. Для того, чтобы отразить время, проведенное на негостеприимной планете, создатели изменили костюм Хана, который теперь состоял из множества разнородных элементов и показывал мускулатуру антагониста. Игра Монтальбана была позитивно оценена как критиками, так и фанатами. Хан вошёл в десятку лучших злодеев по версии Online Film Critics Society.
В альтернативной временной вселенной, освещаемой в фильме «Стартрек: Возмездие», Хан был разбужен за десять лет до событий эпизода «Космическое семя». Он скрывался под именем Джона Харрисона и по принуждению коррумпированного адмирала Маркуса создавал оружие для Звёздного флота в обмен на жизни членов своей команды. В конечном счёте он поднял мятеж и вступил в конфликт с командой «Энтерпрайза».

## Биография

### Эпизод «Космическое семя»
Впервые Хан появляется в эпизоде оригинального сериала «Космическое семя» , впервые показанном 16 февраля 1967 года. Согласно предыстории к эпизоду, Хан являлся одним из генетически усовершенствованных суперлюдей, созданных свободными от обычных человеческих умственных и физических ограничений и отстранённых от власти после Евгенических войн в 1990-х годах. Хан был наиболее успешным завоевателем, контролировавшим четверть поверхности Земли от Азии до Ближнего Востока с 1992 по 1996 годы до своего свержения. Хотя большинство суперлюдей были убиты или казнены, Хан с 84 (12 умерли, 72 выжили) суперлюдьми скрылись с Земли на космическом корабле SS Botany Bay. В 2267 году они вышли из состояния анабиоза, когда их нашла команда «Энтерпрайза».
Из-за неисправности анабиозной кабины Хана его транспортируют на «Энтерпрайз», где он пробуждается и понимает, что находится в XXIII веке. Пока SS Botany Bay буксируют на базу Звёздного флота, Хан очаровывает историка корабля Марлу Макгиверс и, используя доступ к технической документации судна, изучает, как взять управление звездолётом на себя. Макгиверс соглашается помочь Хану с освобождением остальных суперлюдей, позволяя ему организовать мятеж. Хан помещает капитана Кирка в декомпрессионную камеру и угрожает убить его, если команда «Энтерпрайза» откажется подчиниться. Макгиверс чувствует вину и освобождает своего капитана. Люди Хана усыпляются нервно-паралитическим газом, самому Хану же удается уйти, и он пытается уничтожить «Энтерпрайз», однако Кирку удается обезвредить его. После этого капитан «Энтерпрайза» отправляет Хана и его приспешников на ещё неколонизированную планету Альфа Кита-V. Макгиверс также следует за Ханом.

### «Звёздный путь 2: Гнев Хана»
Хан возвращается в фильме 1982 года «Звёздный путь 2: Гнев Хана». Кларк Тэррил и Павел Чехов, коммандер и первый офицер корабля USS Reliant, спускаются на планету Альфа Кита-V, которая выглядит подходящей для тестирования терраформирующего устройства Genesis. Последователи Хана ловят Тэррила и Чехова, после чего Хан объясняет им, что после высадки на планету она превратилась в пустыню, и множество выживших, включая жену Хана, были убиты единственным оставшимся на планете животным — центаврским угрем. К моменту прибытия USS Reliant на Альфа Кита-V в живых осталось только 20 приспешников Хана. Поклявшись отомстить Кирку, Хан управляет Чеховым и Тэррилом с помощью имплантированных им в мозг угрей, после чего получает контроль и над Reliant, намереваясь захватить Genesis и отомстить Кирку за свою ссылку.
Будучи привлечённым Ханом на космическую станцию Regula I, «Энтерпрайз» становится жертвой его внезапного нападения и становится неработоспособным. Кирк, используя специальный код, удалённо отключает защитные экраны Reliant и вызывает серьёзные повреждения корабля. Хану приходится отступить и заняться ремонтом. Используя всё ещё контролируемых Тэррила и Чехова, Хан крадёт Genesis и высаживает Кирка на Regula I. Спок обманывает Хана, заставляя того считать, что «Энтерпрайз» поврежден. В этот момент Кирк возвращается на Энтерпрайз и прячет корабль в туманности Мутара. В попытке догнать Кирка Хан направляет Reliant в туманность, где щиты неработоспособны. Из-за неопытности Хана в ведении боя в трёхмерном пространстве «Энтерпрайз» успешно атакует Reliant, что приводит к тяжелому ранению Хана. Отказываясь принять поражение, он активирует Genesis, намереваясь убить и себя, и своего врага. Хан цитирует слова Ахава из «Моби Дика», когда видит, что «Энтерпрайз» пытается улететь до того, как его уничтожит Genesis. Однако Спок совершает акт самопожертвования и спасает Энтерпрайз, отремонтировав его варп-двигатель и получив смертельную дозу радиации.

### «Стартрек: Возмездие»
Хан появляется в фильме «Стартрек: Возмездие», вышедшем в 2013 году. Так как действие разворачивается в альтернативной временной вселенной, Хан был найден на SS Botany Bay не Кирком, а адмиралом Звёздного флота Александром Маркусом. Последний чувствует, что грядёт война с клингонами, поэтому заставляет Хана под именем Джона Харрисона создавать оружие для Звёздного флота, угрожая убить его экипаж. Хан поднимает бунт и взрывает секретный объект Звёздного флота в Лондоне. Затем, во время экстренного собрания командования Звёздного флота Хан атакует штаб-квартиру в Сан-Франциско, убивая множество офицеров и адмирала Кристофера Пайка. После того, как Кирк уничтожает шаттл Хана, последний телепортируется на Кронос, родную планету клингонов.
Адмирал Маркус оснащает «Энтерпрайз» 72 торпедами и отправляет звездолёт под командованием Кирка в погоню за Ханом. Кирк пытается схватить его живым, но Спок и Ухура атакованы клингонами и не могут ему в этом помочь. В это же время Хикару Сулу, временно являющийся командиром «Энтерпрайза», предлагает Хану сдаться, иначе тот будет торпедирован. Хан знает, что в торпедах находятся члены его экипажа, погруженные в анабиоз, после чего расправляется с клингонами и сдается Кирку в плен, раскрывая своё настоящее имя, а также планы Маркуса.
Затем Маркус прибывает на корабле «Возмездие» (USS Vengeance) и требует отдать ему Хана. После того как Хан появляется на «Возмездии», он убивает Маркуса, ломает ногу его дочери и приказывает Споку отправить капсулы с членами его экипажа на захваченный корабль в обмен на Кирка. По завершении обмена Хан планировал уничтожить «Энтерпрайз», но Спок активировал торпеды и повредил «Возмездие». При этом члены экипажа Хана не пострадали — Спок заранее распорядился перенести их в медицинский отсек.
Повреждённый во время битвы «Энтерпрайз» не способен оставаться на орбите и начинает падать на Землю. По аналогии с фильмом «Звёздный путь 2: Гнев Хана» уже Кирк восстанавливает работу варп-двигателя «Энтерпрайза» ценой своей жизни. Спок находится с другом до последних секунд его жизни и обвиняет Хана в смерти своего капитана.
Хан же направляет «Возмездие» на Сан-Франциско и избегает смерти из-за крушения своего корабля. После длительной погони Спок настигает Хана и готовится его убить, когда появляется Нийота Ухура и останавливает его, сообщая, что кровь Хана сможет оживить Кирка. После успешного «воскрешения» Джеймса Кирка самого Хана помещают в криогенный сон в секретном ангаре Звёздного флота вместе с его командой.

## Анализ
Хана зачастую сравнивают со Сверхчеловеком (нем. Übermensch) из работы Фридриха Ницше «Так говорил Заратустра». Хан превосходит как в умственном, так и физическом развитии любого обычного человека. В эпизоде «Borderland» сериала «Звёздный путь: Энтерпрайз» Малик, лидер группы генетически усовершенствованных людей, похожих на Хана, дословно цитирует Ницше, говоря Арчеру: «Человек есть нечто, что до́лжно превзойти» (оригинал: «Mankind is something to be surpassed»). Однако профессор Уильям Дж. Дэлвин и его соавтор Шаи Бидерман, проведя детальное сравнение персонажа со Сверхчеловеком, обнаружили, что попытки Хана отомстить идут вразрез с идеалами Ницше и его представлениях о трансцендентности и самостоятельном создании осмысленной жизни. При этом авторы предлагают считать самопожертвование Спока в фильме «Звёздный путь 2: Гнев Хана» лучшим примером поведения Сверхчеловека.

## Отзывы
Хан в исполнении Рикардо Монтальбана был благосклонно воспринят критиками. Обсуждая фильмы вселенной «Звёздного Пути», агентство Associated Press отмечало, что они могут быть оценены по тому, насколько угрожающим был главный злодей, и таковым, по мнению агентства, был признан Хан. В 2002 году Хан был удостоен звания величайшего злодея из всех фильмов «Звёздного пути». Рецензенты «Гнева Хана», например, Роджер Эберт, отмечали антагониста Хана как наиболее сильный аспект фильма.
Хан был признан выдающимся злодеем и за пределами «Звёздного пути». Associated Press называла персонажа «одним из величайших злодеев в научной фантастике». В 2002 году 132 члена Online Film Critics Society сочли Хана одним из десяти наиболее выдающихся злодеев, показанных на экране за всю историю кино. При этом Хан был единственным персонажем из вселенной «Звёздного пути», кто попал в этот список. В 2006 году Хан победил в номинации «TV’s Most Out-of-This-World Character», опередив таких популярных научно-фантастических персонажей, как Доктор Кто и коммандер Адама из сериала «Звёздный крейсер „Галактика“». Хан также популярен и вне фанатского движения «Звёздного пути»; эпизод из фильма «Звёздный путь 2: Гнев Хана», где Кирк кричит «Хааан!» (англ. Khaaan!), был настолько популярен, что это привело к росту известности сайта YTMND.
В 2004 году предыстория Хана получила продолжение в виде трёх эпизодов в сериале «Звёздный путь: Энтерпрайз», во время которых учёный XXII века находит эмбрионы генетически усовершенствованных людей из времени Хана и возвращает их к жизни в эпизоде «Augments». Продюсер сериала Мэнни Кото охарактеризовал их как «мини-версии Хана Нуньена Сингха».
Игра Бенедикта Камбербэтча в фильме «Стартрек: Возмездие» была удостоена похвалы со стороны критиков. Например, Петер Трэвис из журнала Rolling Stone назвал его персонажа «тем, с кем нужно считаться», и охарактеризовал как «злодея на века». Джонатан Ромни из газеты «The Independent» особо отметил голос Камбербэтча, заявив, что «его речь настолько резонансна, что её можно было бы синтезировать из тембра Иэна Маккеллена, Патрика Стюарта и Алана Рикмана».